# María Jiménez (Santa Cruz de Tenerife)
María Jiménez, també coneguda com a El Bufadero, és una entitat de població del municipi de Santa Cruz de Tenerife, a l'illa de Tenerife de les Illes Canàries, que es troba administrativament al districte d'Anaga, un dels cinc distrites en que es divideix el municipi.